# Доменіко Чімароза
Доменіко Чімароза (італ. Domenico Cimarosa; 17 грудня 1749, Аверса, поблизу Неаполя  — 11 січня 1801, Венеція) — італійський композитор, один з найбільших представників опери-буф.

## Біографія
Син каменяра. Рано осиротів, виховувався в притулку «Санта-Марія ді Лорето» в Неаполі. У 1787—91 придворний капельмейстер в Петербурзі (тут поставив свої опери «Діва сонця», «Клеопатра» і балет «Несподіване щастя»), в 1792 — у Відні, з 1793 — в Неаполі. У 1799 брав участь в повстанні неаполітанських патріотів (написав гімн Партенопейської республіки). Серед числе́нних опер-буф всесвітньо популярною є «Таємний шлюб» (1792). Чімароза створив також опери-серіа, у тому числі «Горації і Куріації» (1796).

## Деякі роботи
- Українська радянська енциклопедія : у 12 т. / гол. ред. М. П. Бажан ; редкол.: О. К. Антонов та ін. — 2-ге вид. — К. : Головна редакція УРЕ, 1985. — Т. 12 : Фітогормони — Ь. — 568, [4] с., [26] арк. іл. : іл., портр., карти + 1 арк с., стор. 329

- L'italiana in LOndra — Італійська в Лондоні 1779
- l'Infedeltà fedele — вірна невірність 1779
- Il pittor parigino — Паризька малярська 1781
- chi dell'altrui si veste presto si spoglia — хто незабаром одягається, незабаром роздягається 1783
- Due baroni rocca azzurra — два барони синього каменю 1783
- il marito disperato — відчайдушний чоловік 1785
- Le trame deluse — ділянки розчаровані 1786
- il fanatico burlato — фанатичний жартівник 1787
- Matrimonio segreto — Таємний шлюб 1792
- Orazi e Curiazi — оразі і куріязи 1796